# Tadeusz Nowak (Autor)

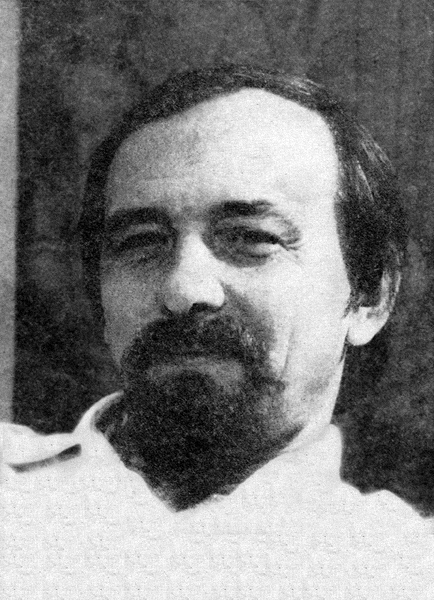
Porträt

Tadeusz Nowak (* 11. November 1930 bei Tarnów, Zweite Polnische Republik; † 10. August 1991 in Skierniewice, Dritte Polnische Republik) war ein polnischer Dichter, Prosaist und Übersetzer der Zeit der Volksrepublik Polen.

## Leben
Nowak wuchs bei und in Tarnów auf. Seine Heimat spielte in seinen Werken eine wichtige Rolle. Er studierte Polonistik an der Jagiellonen-Universität in Krakau. Sein literarisches Debüt feierte er 1948 in der Zeitschrift Wici. 1953 unterzeichnete er die Resolution des Verbands der Polnischen Literaten in Krakau bezüglich des Prozesses gegen die Priester der Krakauer Kurie.  1954 trat er der Polnischen Vereinigten Arbeiterpartei bei und 1956 dem Verband der Polnischen Literaten. Er arbeitete mit dem Tygodnik Kulturalny zusammen. Nowak wurde mit dem Orden Polonia Restituta geehrt. Er starb an einem Herzinfarkt im Krankenhaus von Skierniewice. Seine Poesie wurde von zahlreichen polnischen Musikern vertont, unter anderem von Przemysław Gintrowski, Marek Grechuta, Grzegorz Turnau, Dorota Ślęzak und Marcin Styczeń.